# Oscar Kashala
Oscar Kashala Lukumuenda, né le 4 août 1954 à Élisabethville alors au Congo belge (actuelle République démocratique du Congo) est docteur et professeur en médecine. En 2006, il se présente comme candidat à élection présidentielle congolaise. Il a fondé l'Union pour la reconstruction du Congo (UREC), un parti politique au Congo.

## Biographie
D'une famille de 8 enfants, il fait ses études secondaires au collège Saint-François de Sale à Lubumbashi et commence ses études universitaires à la Faculté de médecine de l'Université de Kinshasa en 1974.
En 1980, il est diplômé au titre de docteur en médecine, chirurgie et accouchement et poursuit une spécialisation en pathologie. Il part en stage à l'Université de Lausanne et à l'Université de Genève en Suisse en tant que médecin assistant. Il défend ensuite sa thèse en pathologie à l'Université de Kinshasa ou il reçoit le diplôme de spécialiste en pathologie. 
En 1986 Oscar Kashala est nommé directeur du Centre national du cancer, et s'en va plus tard étudier aux États-Unis d'Amérique, en cancérologie, virologie et immunologie à l'Université Harvard et le Massachusetts Institute of Technology. En 1992, il est proclamé docteur en sciences à l'Université Harvard.
En 1992, Kashala rejoint la compagnie de biotechnologie Cambridge Biotech Corporation dans le Massachusetts en tant que directeur des maladies tropicales.